# General (revista)
General foi uma revista sobre música, cinema e quadrinhos. Foi criada por Rogério de Campos e André Forastieri, tendo sido publicada pela editora Acme. Teve 16 edições publicadas entre 1993 e 1994. Uma segunda versão da revista, chamada "General Visão", foi lançada em 1998, tendo apenas uma edição ("nº 0"). Esta segunda versão da revista ganhou o prêmio de melhor revista sobre quadrinhos no 11º Troféu HQ Mix.